# BM (Frankrijk)
BM is een historisch Frans merk van motorfietsen uit 1954. De enige door BM gefabriceerde motorfiets had een 125 cc tweecilinder boxermotor die 5,3 pk bij 5200 toeren leverde.